# Estanislao de Grandes
Estanislao de Grandes Pascual (Guadalajara, 6 de junio de 1947 - Madrid, 25 de febrero de 2022) fue un diplomático español. Embajador de España en la República Argentina (embajada de Buenos Aires), desde 2013 hasta 2017.

## Carrera diplomática
Licenciado en Derecho, ingresó en 1978 en la carrera diplomática. Estuvo destinado en las representaciones diplomáticas españolas en Camerún y Yugoslavia. Fue subdirector general de Europa Oriental y segundo jefe en las embajadas de España en Uruguay y Perú. 
En 1997 fue designado embajador de España en Eslovaquia y en octubre de 2002, embajador representante permanente de España en el Consejo de Europa. De 2006 a 2009 fue introductor de embajadores, y desde marzo de 2009, embajador de España en Rumanía.
Falleció de Covid-19, en la capital de España a los setenta y cuatro años.